# Xerox Network Systems
Xerox Network Systems (XNS) és un conjunt de protocols de xarxa d'ordinadors desenvolupat per Xerox dins de l'Arquitectura de sistemes de xarxa de Xerox. Proporcionava comunicacions de xarxa de propòsit general, encaminament d'Internet i lliurament de paquets, i funcions de nivell superior, com ara un flux fiable i trucades de procediments remots. XNS va ser anterior i va influir en el desenvolupament del model de xarxa d'interconnexió de sistemes oberts (OSI) i va tenir molta influència en els dissenys de xarxes d'àrea local durant la dècada de 1980.
XNS va ser desenvolupat pel Departament de Desenvolupament de Sistemes de Xerox a principis de la dècada de 1980, que es va encarregar de portar la investigació de Xerox PARC al mercat. XNS es va basar en la suite anterior (i igualment influent) PARC Universal Packet (PUP) de finals dels anys setanta. Alguns dels protocols de la suite XNS eren versions lleugerament modificades dels de la suite Pup. XNS va afegir el concepte d'un número de xarxa, que permetia construir xarxes més grans a partir de diverses de més petites, amb encaminadors controlant el flux d'informació entre les xarxes.
Les especificacions de la suite de protocols per a XNS es van col·locar de domini públic el 1977. Això va ajudar a XNS a convertir-se en el protocol canònic de xarxes d'àrea local, copiat en diversos graus per pràcticament tots els sistemes de xarxa en ús durant la dècada de 1990. XNS es va utilitzar sense canvis per 3+Share de 3Com i Net/One d'Ungermann-Bass. També es va utilitzar, amb modificacions, com a base per a Novell NetWare i Banyan VINES. XNS es va utilitzar com a base per al sistema AppleNet, però mai es va comercialitzar; Al substitut d'AppleNet, AppleTalk, es van utilitzar una sèrie de solucions de XNS a problemes comuns.

## Descripció

### Disseny global
En comparació amb les 7 capes del model OSI, XNS és un sistema de cinc capes, com la suite de protocols d'Internet posterior.
Les capes d'enllaç físic i de dades del model OSI corresponen a la capa física (capa 0) a XNS, que va ser dissenyada per utilitzar el mecanisme de transport del maquinari subjacent i no separava l'enllaç de dades. Concretament, la capa física de XNS és realment el sistema de xarxa d'àrea local Ethernet, que també està desenvolupant Xerox al mateix temps, i algunes de les seves decisions de disseny reflecteixen aquest fet. El sistema va ser dissenyat per permetre que Ethernet fos substituït per algun altre sistema, però això no estava definit pel protocol (ni havia de ser-ho). La part principal de XNS és la seva definició de la capa de transport intern (capa 1), que correspon a la capa de xarxa d'OSI, i és aquí on es defineix el protocol d'interconnexió principal, IDP. XNS va combinar les capes de Sessió i Transport de l'OSI en una única capa de comunicacions entre processos (capa 2). La capa 3 era el control de recursos, similar a la presentació de l'OSI. Finalment, a sobre dels dos models, hi ha la capa d'aplicació, encara que aquestes capes no estaven definides a l'estàndard XNS.

### Protocol bàsic d'Internet
El principal protocol de la capa d'Internet és l' Internet Datagram Protocol (IDP). L'IDP és un descendent proper del protocol d'internetwork de Pup i correspon aproximadament a la capa de protocol d'Internet (IP) de la suite de protocols d'Internet.
L'IDP utilitza l'adreça de 48 bits d'Ethernet com a base per a la seva pròpia adreça de xarxa, generalment utilitza l'adreça MAC de la màquina com a identificador únic principal. A això s'afegeix una altra secció d'adreces de 48 bits proporcionada pels equips de xarxa; Els encaminadors proporcionen 32 bits per identificar el número de xarxa a la xarxa, i altres 16 bits defineixen un número de sòcol per a la selecció de serveis dins d'un únic host. La part del número de xarxa de l'adreça també inclou un valor especial que significava "aquesta xarxa", per a l'ús d'amfitrions que no sabien (encara) el seu número de xarxa.

### Protocols de la capa de transport
Hi ha dos protocols principals de la capa de transport, tots dos molt diferents del seu predecessor Pup:
- Sequenced Packet Protocol (SPP ) és un protocol de transport reconegut, anàleg al TCP ; una diferència tècnica principal és que els números de seqüència compten els paquets, i no els bytes com en el TCP i el BSP de PUP; és l'antecedent directe de l'IPX/SPX de Novell.
- El protocol d'intercanvi de paquets (PEP ) és un protocol no fiable sense connexió de naturalesa similar a UDP i l'antecedent al PXP de Novell.

XNS, com Pup, també utilitza EP, el protocol d'error, com a sistema d'informes de problemes com ara paquets perduts. Això va proporcionar un conjunt únic de paquets que es poden filtrar per buscar problemes.

### Protocols d'aplicació
En el concepte original de Xerox, els protocols d'aplicació, com ara la impressió, l'arxiu i l'enviament per correu remots, etc., empraven un protocol de crida de procediment remot anomenat Courier. Courier contenia primitives per implementar la majoria de les característiques de les trucades de funció del llenguatge de programació Mesa de Xerox. Les aplicacions havien de serialitzar i desserialitzar manualment les trucades de funció a Courier; no hi havia cap facilitat automàtica per traduir un marc d'activació de funcions a un RPC (és a dir, no hi havia cap "compilador RPC" disponible). Com que totes les aplicacions utilitzaven Courier, els documents del protocol d'aplicació XNS només especificaven interfícies de trucada de funció de missatgeria i tuples d'enllaç mòdul+funció. Hi havia una instal·lació especial a Courier per permetre una trucada de funció per enviar o rebre dades massives.